# Le Tuzan

Le Tuzan este o comună în departamentul Gironde din sud-vestul Franței. În 2009 avea o populație de 224 de locuitori.

## Evoluția populației
| An        | 1975 | 1982 | 1990 | 1999 | 2006 | 2009 |
| --------- | ---- | ---- | ---- | ---- | ---- | ---- |
| Populație | 127  | 127  | 153  | 161  | 189  | 224  |